# Пикисаари
Пикисаари (фин. Pikisaari, или Бэкхолмен швед. Beckholmen) — один из районов города Турку, входящий в территориальный округ Хирвенсало-Какскерта.

## Географическое положение
Район расположен в северной части острова Хирвенсало, не имея выхода к Архипелаговому морю.

## Население
Является одним из малозаселённых районов Турку. В 2004 году численность населения района составляла 226 человек, из которых дети моложе 15 лет — 18,14 %, а старше 65 лет — 14,60 %. Финским языком в качестве родного владели 87,17 %, шведским — 10,62 %, другими — 2,21 % населения района.